# Castianeira tinae
Castianeira tinae is een spinnensoort uit de familie van de loopspinnen (Corinnidae).
De wetenschappelijke naam van de soort werd in 1973 gepubliceerd door Bhikhabhi Harmanbhai Patel & H.K. Patel.